# Bailleul-sur-Thérain
Bailleul-sur-Thérain is een gemeente in het Franse departement Oise (regio Hauts-de-France). De plaats maakt deel uit van het arrondissement Beauvais. Bailleul-sur-Thérain telde op 1 januari 2022 2.328 inwoners.

## Geografie
De oppervlakte van Bailleul-sur-Thérain bedroeg op 1 januari 2022 9,5 vierkante kilometer; de bevolkingsdichtheid was toen 245,1 inwoners per km².

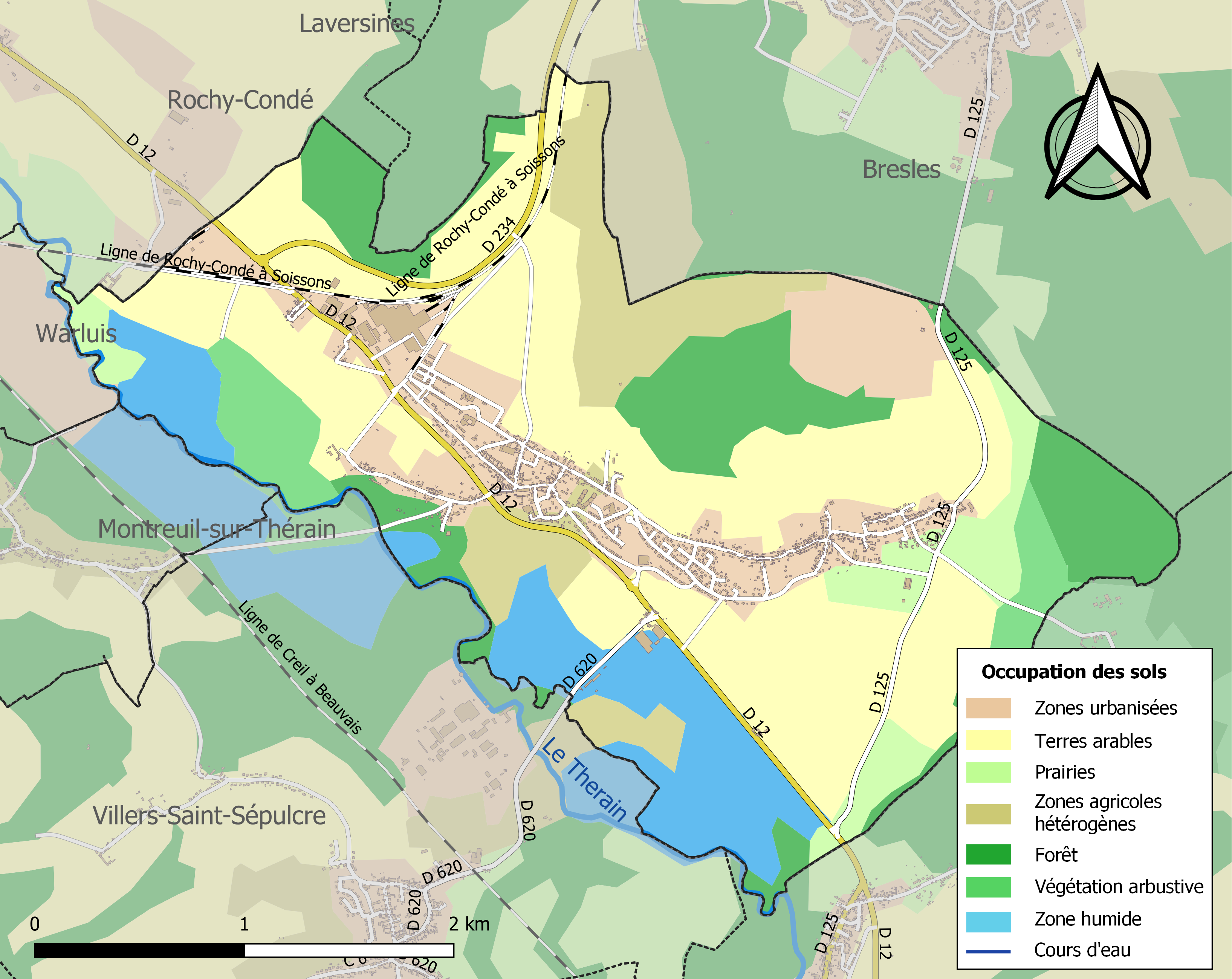
Kaart van de gemeente met belangrijkste infrastructuur, bodemgebruik en omliggende gemeenten

## Demografie
Onderstaande figuur toont het verloop van het inwonertal (bron: INSEE-tellingen).